# إبراهام برنارد
إبراهام برنارد هو سياسي كندي، ولد في 4 أبريل 1831 في كندا، وتوفي في 16 مايو 1899 في نفس البلد. حزبياً، نشط في حزب كيبيك الليبرالي. وقد انتخب عضو الجمعية الوطنية في كيبك ‏.